# 多摩川トンネル
多摩川トンネル（たまがわトンネル）は、東京都大田区羽田空港と神奈川県川崎市川崎区浮島町を結ぶ道路トンネル。専用部（首都高速湾岸線）は1994年に開通し、一般部（国道357号）は2016年2月24日に事業着手が発表された。

## 概要
横須賀市から東京湾沿いに富津市へ至る東京湾岸道路計画のうち、多摩川渡河部と川崎航路部については東京国際空港（羽田空港）に近く航空交通管制の問題から、橋ではなくトンネルとすることが決定した。川崎航路トンネルと同じく沈埋工法で建設され、多摩川の川底に長さ約130m、高さ10m、全幅39.9mの鉄筋コンクリート構造の函体12個が埋設された。
多摩川の下を通る水底トンネルであるため、危険物積載車両の通行は禁止されている。
一般部は、専用部の両脇を挟むように計画されるが、当面は専用部の上流側1本のみ建設し、対面通行（暫定2車線）とする予定である。事業費は約1,280億円で、2024年（令和6年）度の完成を見込んでいる。

### 専用部（首都高速湾岸線）
- 工法：沈埋トンネル
- 最高速度：80 km/h

### 一般部（国道357号）
- 工法：シールドトンネル
- 最高速度：60 km/h

## 歴史
- 1994年12月21日 - 首都高速道路湾岸線空港中央出入口 - 大黒JCT開通に伴い供用開始。
- 2006年11月 - 防災設備点検の為、対面通行を実施。
- 2014年9月10日 - 整備羽田空港周辺・京浜臨海部連携強化推進委員会の初会合にて羽田連絡道路とともに一般部のトンネルの新設を決定[9]。
- 2016年2月16日 - 一般部の事業着手と現地地質調査着手を発表[3]。
- 2020年2月6日 - 一般部トンネルの準備工事に着手[8]。

## 隣
首都高速湾岸線
川崎浮島JCT/(B12,B13)浮島出入口 - 多摩川TN - (B14)湾岸環八出入口

## 多摩川の横断工作物
- 多摩川
  - （上流）六郷橋 - 大師橋 - 高速大師橋 - 東海道貨物線羽田トンネル - 多摩川スカイブリッジ - 多摩川トンネル 【河口】